# Taraz
Taraz (em cazaque e Тараз) é uma cidade do Cazaquistão, centro administrativo do oblys (região) de Jambil. É banhada pelo rio Talas e fica perto da fronteira Cazaquistão-Quirguistão, 784 km a sul de Astana. Em 2008 inha 342 383 habitantes.
No passado foi conhecida como Talas e era um ponto importante da Rota da Seda. Mais tarde, e até 1936, o seu nome foi  Aulié-Ata (Аулие-Ата); depois, e até 1997 teve o nome de Djambul (em russo: Джамбул) ou Jambil (em cazaque: Жамбыл).
Em 751, perto de Taraz, no território do actual Quirgistão, deu-se a decisiva batalha de Talas, que assinalou a partição dos territórios entre árabes e chineses, permitindo a revelação do segredo do fabrico do papel, até então ciosamente guardado pelos chineses.[a]